# Brachiaria deflexa
Brachiaria deflexa là một loài thực vật có hoa trong họ Hòa thảo. Loài này được (Schumach.) C.E.Hubb. ex Robyns mô tả khoa học đầu tiên năm 1932.